# Ruban adhésif d'aviation
 (avril 2023).
La mise en forme du texte ne suit pas les recommandations de Wikipédia : il faut le « wikifier ».
Les points d'amélioration suivants sont les cas les plus fréquents. Le détail des points à revoir est peut-être précisé sur la page de discussion.
- Les titres sont pré-formatés par le logiciel. Ils ne sont ni en capitales, ni en gras.
- Le texte ne doit pas être écrit en capitales (les noms de famille non plus), ni en gras, ni en italique, ni en « petit »…
- Le gras n'est utilisé que pour surligner le titre de l'article dans l'introduction, une seule fois.
- L'italique est rarement utilisé : mots en langue étrangère, titres d'œuvres, noms de bateaux, etc.
- Les citations ne sont pas en italique mais en corps de texte normal. Elles sont entourées par des guillemets français : « et ».
- Les listes à puces sont à éviter, des paragraphes rédigés étant largement préférés. Les tableaux sont à réserver à la présentation de données structurées (résultats, etc.).
- Les appels de note de bas de page (petits chiffres en exposant, introduits par l'outil «  Source ») sont à placer entre la fin de phrase et le point final[comme ça].
- Les liens internes (vers d'autres articles de Wikipédia) sont à choisir avec parcimonie. Créez des liens vers des articles approfondissant le sujet. Les termes génériques sans rapport avec le sujet sont à éviter, ainsi que les répétitions de liens vers un même terme.
- Les liens externes sont à placer uniquement dans une section « Liens externes », à la fin de l'article. Ces liens sont à choisir avec parcimonie suivant les règles définies. Si un lien sert de source à l'article, son insertion dans le texte est à faire par les notes de bas de page.
- La présentation des références doit suivre les conventions bibliographiques. Il est recommandé d'utiliser les modèles {{Ouvrage}}, {{Chapitre}}, {{Article}}, {{Lien web}} et/ou {{Bibliographie}}. Le mode d'édition visuel peut mettre en forme automatiquement les références.
- Insérer une infobox (cadre d'informations à droite) n'est pas obligatoire pour parachever la mise en page.

Pour une aide détaillée, merci de consulter Aide:Wikification.
Si vous pensez que ces points ont été résolus, vous pouvez retirer ce bandeau et améliorer la mise en forme d'un autre article.
 (avril 2023).
Le contenu est difficilement compréhensible vu les erreurs de traduction, qui sont peut-être dues à l'utilisation d'un logiciel de traduction automatique.

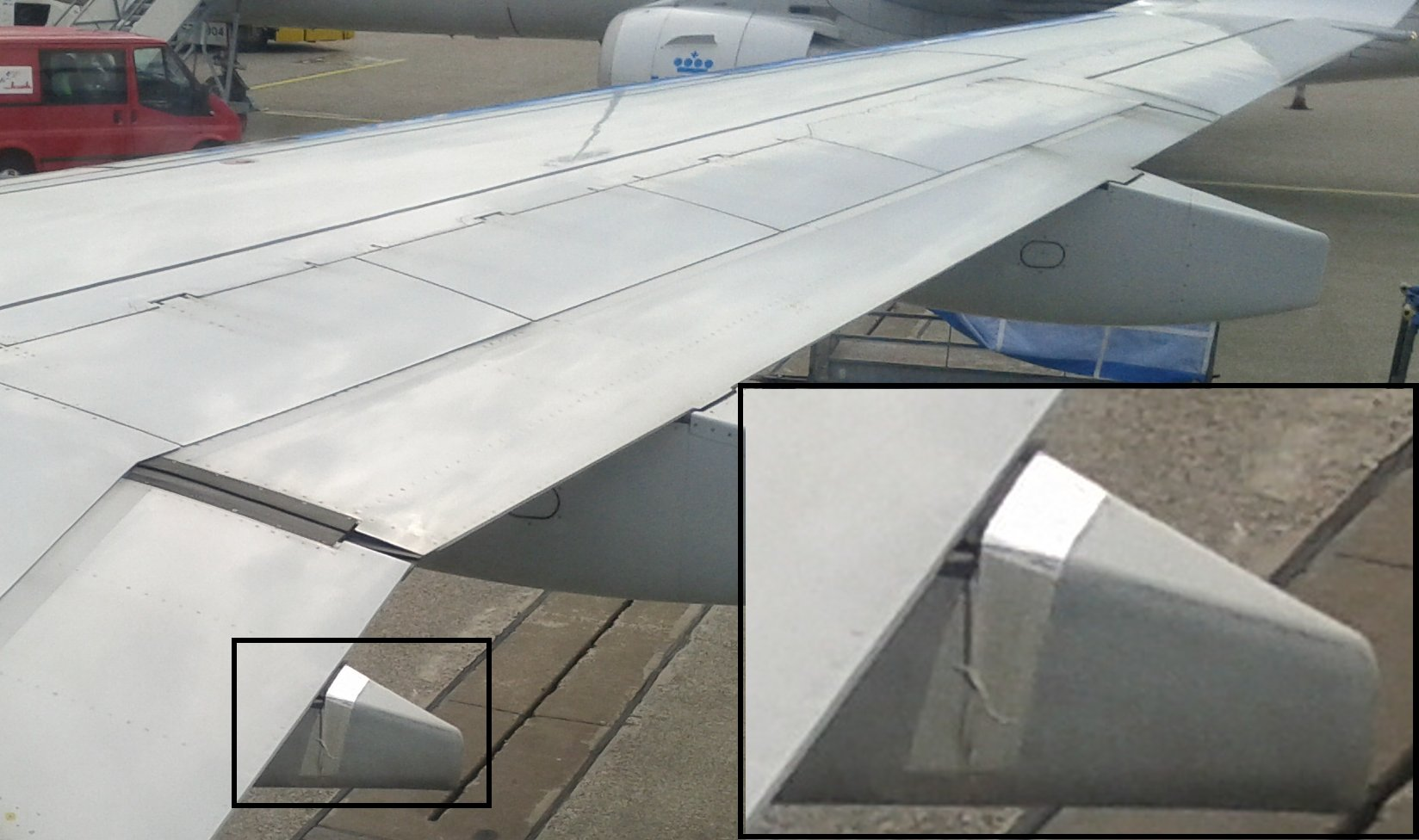
Photo du ruban adhésif d’aviation utilisé pour colmater une fissure

Le ruban adhésif d’aviation (en anglais : speed tape ou high-speed tape) est un ruban en aluminium sensible à la pression utilisé pour effectuer des réparations mineures sur des avions et des voitures de course. Il est utilisé comme matériau de réparation temporaire jusqu'à ce qu'une réparation permanente puisse être effectuée sur le véhicule. Ce ruban a une apparence similaire au ruban adhésif, pour lequel il pourrait être confondu, mais son adhésif est capable de coller sur un fuselage ou une aile d'avion à grande vitesse, d'où l’origine de son nom.

## Propriétés
Selon la couche adhésive utilisée, elle peut être résistante à l'eau et aux solvants, aux flammes pendant de brèves périodes. Ce ruban peut réfléchir la chaleur et la lumière UV. Il est également capable de se dilater et de se contracter dans une large gamme de températures.
Le ruban adhésif d’aviation peut être formé d'aluminium souple avec une couche adhésive ou d'un stratifié multicouche comprenant de l'aluminium et du tissu en plus d'une couche adhésive.

## Utilisation
Le ruban adhésif d’aviation pourrait être utilisé pour protéger le mastic pendant le durcissement ou pour réparer les composants non critiques d'un avion. De plus, il peut être utilisé pour réparer les dommages causés par les balles aux avions lors du combat,.
L'utilisation de ruban adhésif d’aviation doit être autorisée par des équipes d'ingénierie et doit respecter certaines exigences. Des amendes peuvent être imposées aux compagnies aériennes qui l'utilisent pour effectuer des réparations inappropriées.